# グリーン・ボックス
有限会社 グリーン・ボックスは、1970年代から1982年にかけて存在した日本のアニメ制作会社。グリーンBOXとも表記した。
タツノコプロの制作だった佐藤光雄が中心になって設立した。アニメの作画や制作などを手がけた。
1982年、実制作を担っていた『手塚治虫のドン・ドラキュラ』が広告代理店の倒産で4話で放送中止。この倒産劇で不渡り手形が生じており、同時に放送がスタートした『科学救助隊テクノボイジャー』の制作中に解散して活動を停止した。

## 作品リスト

### 元請制作
- 激走!ルーベンカイザー（制作協力：和光プロダクション）
- 宇宙大帝ゴッドシグマ（共同制作：アニメシティ、サンルック、制作協力：アカデミー製作→東京動画）

### 制作協力
- 宇宙魔神ダイケンゴー（制作協力、元請：鳥プロ、東映エージェンシー）
- 闘士ゴーディアン（制作協力、元請：タツノコプロ）
- 手塚治虫のドン・ドラキュラ（制作協力、元請：じんプロダクション）
- 科学救助隊テクノボイジャー（制作協力、元請：じんプロダクション、共同制作：AIC）

## 関連人物
- えんどうてつや
- 越智一裕